# O zmroku nad morzem

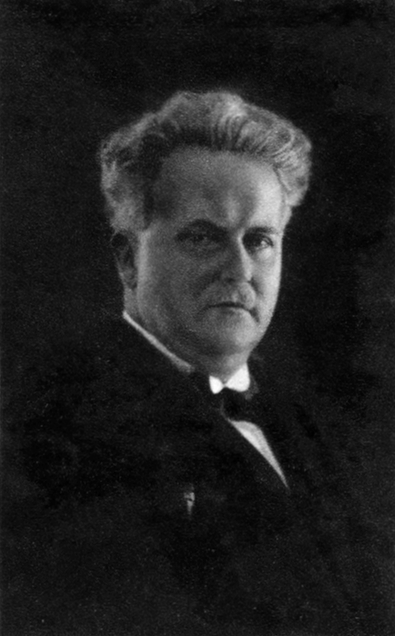
Viktor Dyk w 1927

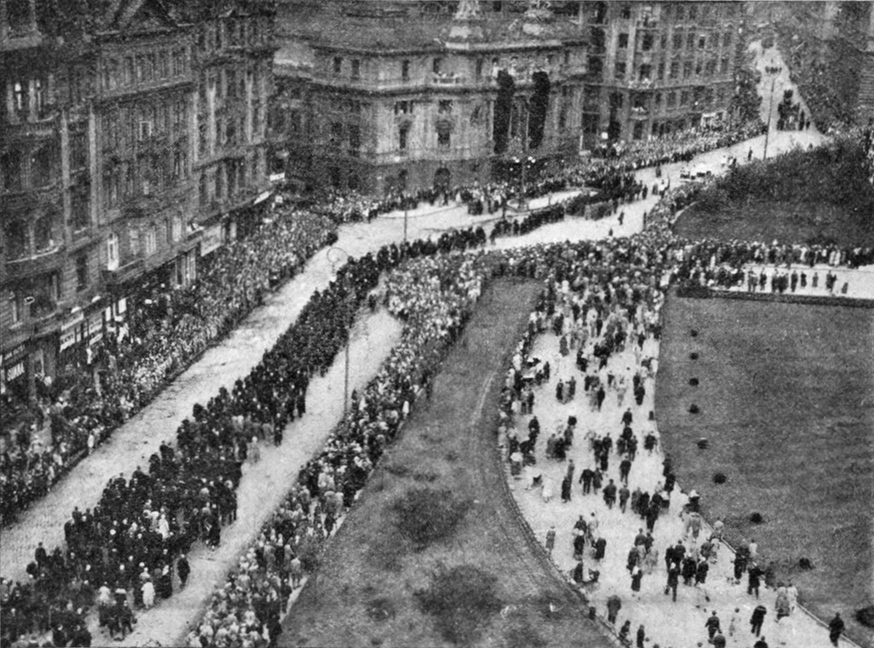
Pogrzeb Viktora Dyka 20 maja 1931

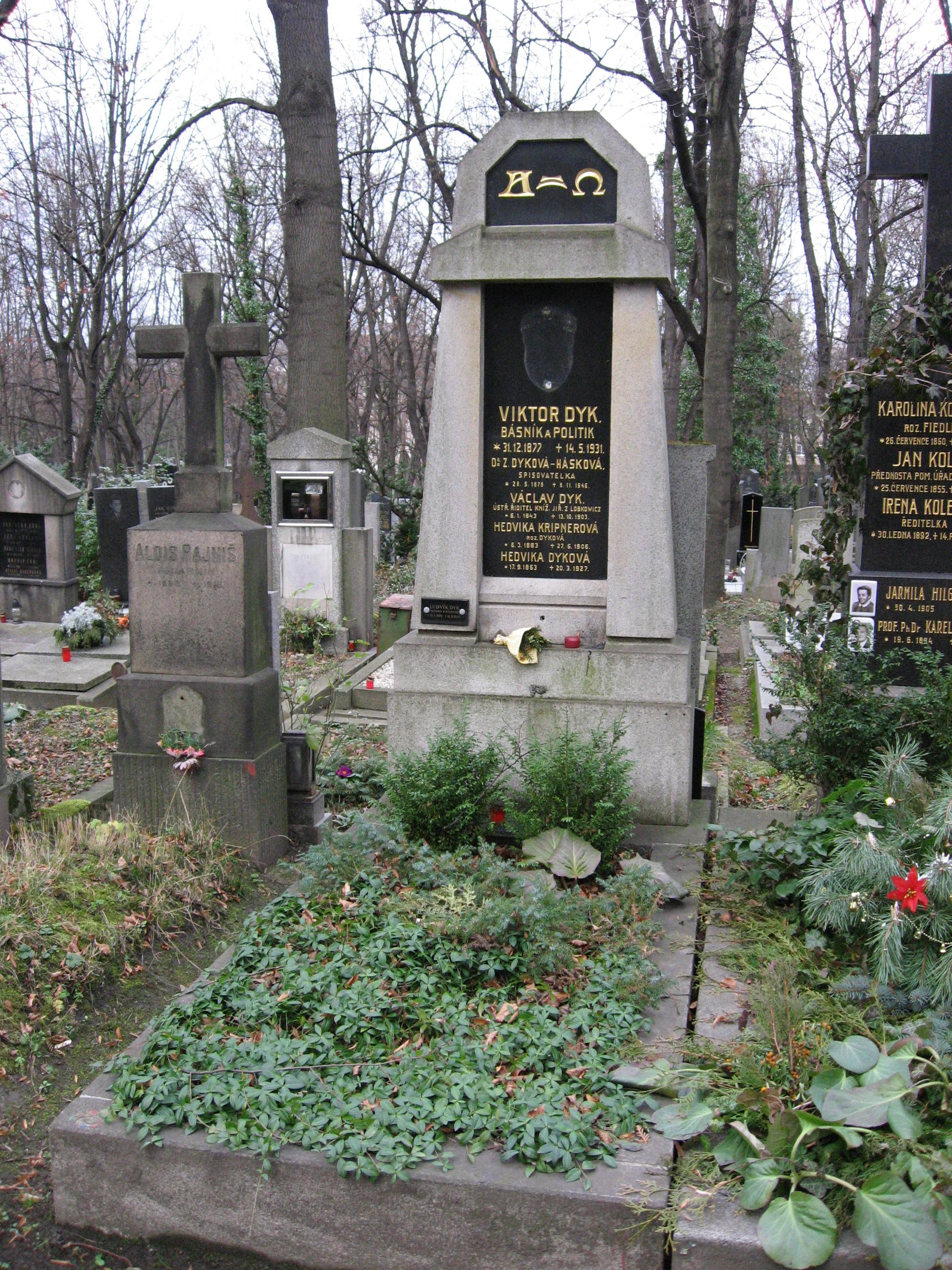
Nagrobek Viktora Dyka

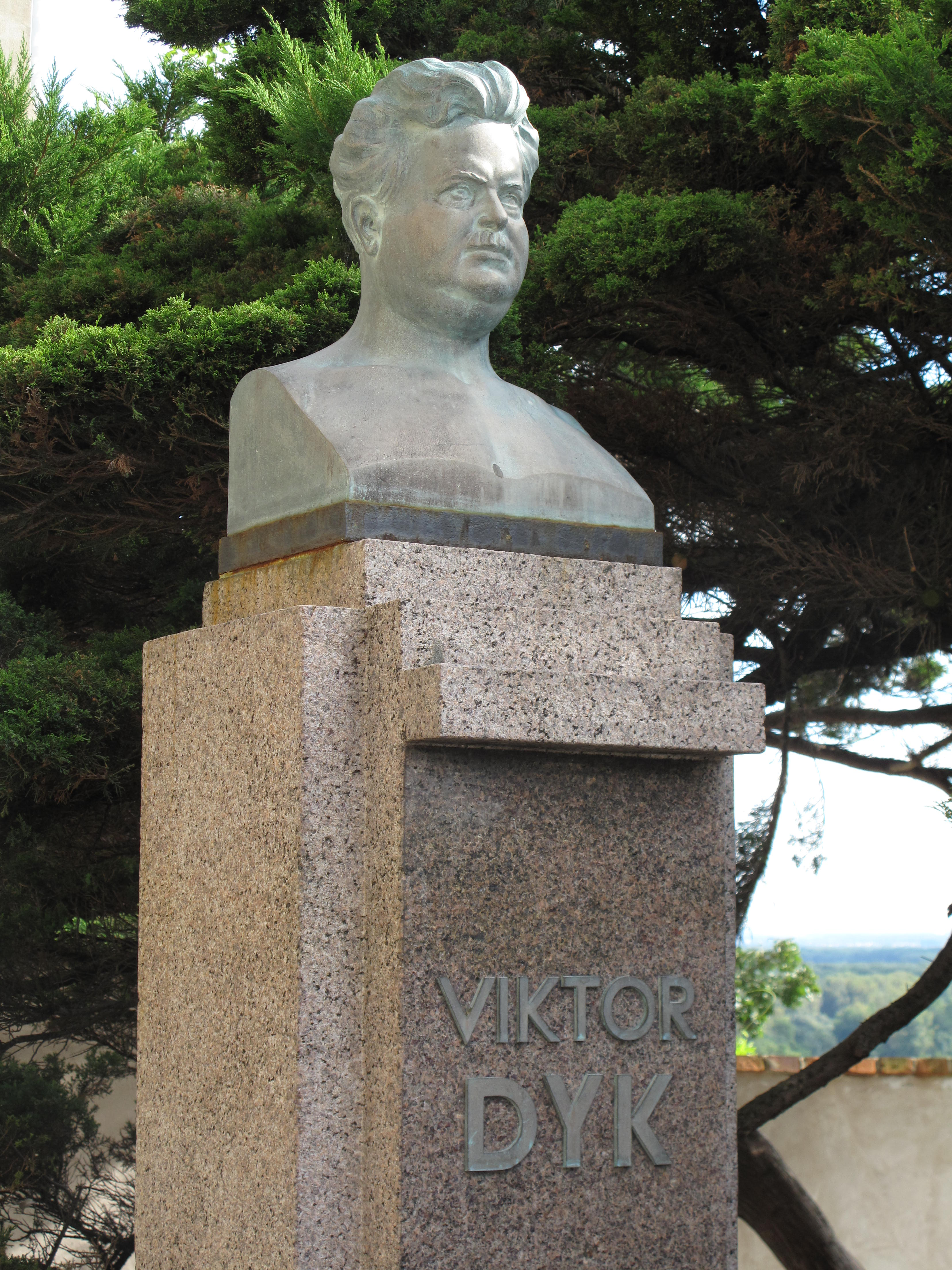
Popiersie Viktora Dyka w Mělníku

O zmroku nad morzem (cz. Soumrak) – wiersz czeskiego prozaika i poety Viktora Dyka, opublikowany w tomiku Devátá vlna, wydanym w 1930.

## Forma
Utwór jest napisany przy użyciu krótkich, przeważnie ośmiozgłoskowych wersów, ułożonych w czterowersowe strofy. Składa się z trzech części, liczących odpowiednio dwie, cztery i ponownie cztery zwrotki.

Nalevo širé zřím moře,
napravo táhne se dýna.
Příboj, jenž tříští se o břeh,
mi cosi připomíná.

## Treść
W omawianym utworze Dyk nawiązał do przesądu, mówiącego, że co siódma fala jest najsilniejsza i zarazem najbardziej niebezpieczna dla statków i ludzi. Pisze, że osiem fal tylko się przyjaźnie przeleje, natomiast dziewiąta porwie i weźmie do niewoli.

Vln osm potopí pouze,
vln osm přeskočí.
Vln osm vesele bije
do prsou, do očí.
Vln osm nemá zlé moci,
vln osm laškuje jen.
Vln osm nemůže zmoci,
devátá vezme tě v plen!

Wiersz uchodzi za proroczy, ponieważ poeta w rok po wydaniu tomiku Devátá vlna utonął w Adriatyku niedaleko miejscowości Lopud w Jugosławii.

## Przekład
Polski przekład omawianego wiersza (Wiktora J. Darasza) został opublikowany w rzeszowskiej „Frazie” w 2003.